# José Antonio García Blázquez
José Antonio García Blázquez (Plasència, Extremadura, 29 d'abril de 1940 - Madrid, 12 d'agost de al 2019) fou un escriptor i traductor espanyol.

## Biografia
Va estudiar Filosofia i Lletres a Madrid. La seva tesi doctoral està dedicada a l'estètica d'Oscar Wilde. Va desenvolupar gran part de la seva vida professional en països estrangers, principalment al Regne Unit i a Suïssa, com a traductor en organismes internacionals.
La seva primera novel·la va sortir publicada el 1966, Los diablos, amb la qual va intentar treure la narrativa espanyola del realisme social en què es trobava, a la qual seguiria, amb més èxit encara de crítica i públic, No encontré rosas para mi madre (1968), de la qual es va fer una versió cinematogràfica dirigida per Francesc Rovira-Beleta i interpretada per Gina Lollobrigida i Concha Velasco, el 1972.
Les novel·les que publicà als anys 1970 són: Fiesta en el polvo (1971), El rito (1974), potser la seva obra més famosa, i mereixedora, el 1973, del Premi Nadal, i Señora Muerte (1976). Els seus personatges solen moure's per grans ciutats: Nova York, Madrid, Barcelona, París, o una recurrent Plasència, amb una "casa gran" que amaga el record dels jocs prohibits de la infància.
Posteriorment, publicà: Rey de ruinas (1981), La identidad inútil (1986), Puerta secreta (1993), El amor es una tierra extraña (1996), El amante inanimado (1996), La soledad del anfitrión (2006) y Amigos y otras alimañas (2007).

## Obra
- Los diablos (1966)
- No encontré rosas para mi madre (1968)
- Fiesta en el polvo (1971)
- El rito (1974)
- Señora Muerte (1976)
- Rey de ruinas (1981)
- La identidad inútil (1986)
- Puerta secreta (1993)
- El amor es una tierra extraña (1996)
- El amante inanimado (1996)
- La soledad del anfitrión (2006)
- Amigos y otras alimañas (2007)

## Premis
- 1973: Premi Nadal de novel·la per El rito.[4]